# أنبوبة الدوامة
انبوبة الداومة أو الأنبوبة الإعصارية (بالإنجليزية: Vortex Tube)‏ هي جهاز ميكانيكي يفصل الغازات المضغوطة إلى غاز بارد (قد تصل درجة حرارته إلى -50 درجة مئوية) وغاز ساخن (قد يصل إلى 200 درجة مئوية) بدون أي أجزاء متحركة.
يُحقن الغاز المضغوط بشكل مماسي في حجرة الدوامة ويتسارع حتى سرعة دوران عالية. لا يسمح إلا بخروج الطبقة الخارجية من الغاز المضغوط عند طرف الأنبوب بسبب الفوهة المخروطية في ذلك الطرف. تجبر بقية الغاز على العودة إلى دوامة داخلية ذات قطر مخفض تقع ضمن الدوامة الخارجية.

## طريقة عملها
لشرح انفصال درجات الحرارة في الأنبوبة الإعصارية هناك طريقتان رئيسيتان:

### الطريقة الأساسية: الفيزياء
هذه الطريقة مبنية على فيزياء المبدأ الأول وحدها ولا تقتصر على الأنابيب الإعصارية دون غيرها، بل تنطبق على الغاز المتحرك بشكل عام. تظهر أن انفصال درجة الحرارة في غاز متحرك ينتج فقط عن انحفاظ المحتوى الحراري (الإنتالبي) في إطار مرجعي متحرك.
يمكن تقدير العملية الحرارية في الأنبوبة الإعصارية بالطريقة التالية: 1) التمدد الأديباتي للغاز الداخل، الذي يبرد الغاز ويحول محتواه الحراري إلى طاقة حركية دورانية. تُحفظ الإنتالبية الكلية، التي هي مجموع المحتوى الحراري والطاقة الحركية. 2) يتحرك التدفق المحيطي للغاز باتجاه المخرج الساخن. هنا يحدث أثر الاسترجاع الحراري بين الجريان المحيطي الذي يدور بسرعة والجريان المحوري المعاكس والذي يدور ببطء. هنا تنتقل الحرارة من الجريان المحوري إلى الجريان المحيطي. 3) تتحول الطاقة الحركية للدوران إلى الحرارة عن طريق التبدد اللزج. ترتفع درجة حرارة الغاز. بما أن المحتوى الحراري الكلي ازداد أثناء عملية الاسترجاع الحراري، فدرجة الحرارة هذه أعلى من درجة حرارة الغاز الداخل. 4) يغادر بعض الغاز الساخن المخرج الساخن، حاملًا معه الحرارة الفائضة. 5) ينتقل باقي الغاز باتجاه المخرج البارد، تنتقل طاقته الحرارية إلى الجريان المحيطي أثناء مروره في طريق المخرج البارد. مع أن درجة الحرارة عند المحور وفي المحيط هي نفسها تقريبًا في كل مكان، فإن الدوران أبطأ عند المحور؛ لذا فالإنتالبية الكلية أقل أيضًا. 6) يغادر الغاز المبرَّد للجريان المحوري من المخرج البارد بإنتالبية كلية منخفضة.
الظاهرة الفيزيائية الرئيسية للأنبوبة الإعصارية هي انفصال درجة الحرارة بين نواة الدوامة الباردة ومحيط الدوامة الدافئ. «أثر الدوامة الإعصارية» مشروح بالكامل في علاقة أويلر للعمل، المعروفة أيضًا باسم معادلة أويلر العنفية، التي يمكن كتابتها بشكلها الشعاعي الأعم بالشكل التالي:
{\displaystyle T-{\frac {{\vec {v}}\cdot {\vec {\omega }}\times {\vec {r}}}{c_{p}}}={\mbox{const}}}
حيث {\displaystyle T} درجة الحرارة الكلية أو درجة حرارة التوقف للغاز الدائر عند الموضع القطري {\displaystyle {\vec {r}}}، يرمز لسرعة الغاز المطلقة بالنسبة لإطار مرجعي ثابت بالرمز {\displaystyle {\vec {\omega }}}؛ السرعة الزاوية للنظام هي {\displaystyle {\vec {\omega }}} و{\displaystyle c_{p}} هي السعة الحرارية للغاز بثبات الضغط. نشرت هذه المعادلة عام 2012؛ وهي تشرح المبدأ الأساسي لعمل الأنابيب الإعصارية. بدأ البحث عن هذا التفسير عام 1933 حين اكتُشفت الأنبوبة الإعصارية واستمر البحث لأكثر من ثمانين عامًا.
العلاقة السابقة صحيحة لمجرى عنفة أديباتية؛ وهي تظهر بوضوح أنه في حين يبرد الغاز المتحرك باتجاه المركز، فإن الغاز المحيطي في المجرى «يصبح أسرع». وبالتالي، التبريد الإعصاري يحدث بسبب الطرد الزاوي. كلما برد الغاز بوصوله إلى المركز، كلما ازداد مقدار الطاقة الدورانية التي يوصلها إلى الدوامة وبالتالي تدور الدوامة بشكل أسرع فأسرع. ينتج هذا التفسير مباشرةً عن قانون انحفاظ الطاقة. يتوسع الغاز المضغوط عند درجة حرارة الغرفة لاكتساب السرعة عبر فوهة؛ ثم يعبر الحاجز النابذي للدوران الذي تضيع خلاله الطاقة أيضًا. تصل الطاقة الضائعة إلى الأنبوبة، التي تسرع دورانها. في الأنبوبة الإعصارية، يقيد الجدار الأسطواني المحيط التدفق عند محيط الأنبوبة وبالتالي يجبر الطاقة على التحول من طاقة حركية إلى طاقة داخلية، ما ينتج هواءً ساخنًا عند المخرج الساخن.
بالتالي، فإن الأنبوبة الإعصارية موسع عنفي بدون جزء دوار. تتألف من عنفة جريان داخلي بدون دوار (الطرف البارد، والمركز) وضاغط نابذي بدون دوار (الطرف الساخن والمحيط). يتحول خرج العنفة من العمل إلى حرارة عن طريق الضاغط في الطرف الساخن.

## كفائتها
كفائتها اقل من مكيف الهواء المستخدم في التطبيقات الصناعية، وتستخدم عادة في التطبيقات التي يكون فيها هواء مضغوط متاح ويتم استغلاله في عمليات تبريد غير مكلفة حيث يمكنها إخراج هواء ابرد من الداخل بحوالي 45 درجة سيلزية.

## تطبيقات
نظرا لكفائتها المنخفضة فعادة يتم استخدمها في الصناعات التي تنتج هواءا مضغوطا فيتم ادخالها في خط الإنتاج للاستفادة منه.